# گاه‌شمار جنگ غزه (۲۸ اکتبر–۲۳ نوامبر ۲۰۲۳)
جدول زمانی جنگ غزه در بازه زمانی ۲۸ اکتبر - ۲۳ نوامبر ۲۰۲۳، شامل اتفاقات جدیدی در روند جنگ میان حماس و اسرائیل بود.

## اکتبر ۲۰۲۳

### ۲۸ اکتبر
- اسرائیل حمله‌ای به نوار غزه را آغاز کرد و یک حمله گسترده زمینی را به سوی شهرهای بیت حانون و البریج انجام داد.[۱]

### ۲۹ اکتبر
- رئیس سازمان جهانی بهداشت، تدروس آدهانوم قبریسوس، اشاره کرد که جمعیت هلال احمر فلسطین از تهدید اسرائیل به بمباران بیمارستان القدس گزارش داده است. او در پستی در X گفت که «تخلیه بیمارستان‌هایی که پر از بیماران هستند، بدون به خطر انداختن جان آنها غیرممکن است.»[۲]
- یک حمله هوایی توسط گروه شبه‌نظامی جهاد اسلامی فلسطین مستقر در کرانه باختری، در ۲۰ متری بیمارستان القدس صورت گرفت.[۳]
- غسان ابوسته، پزشک فلسطینی، گزارش کرد که به‌طور فزاینده‌ای بیمارانی با سوختگی‌های ناشی از سلاح‌های فسفری در بیمارستان‌ها حاضر می‌شوند.[۴]

### ۳۰ اکتبر
- بیمارستان دوستی ترکیه و فلسطین توسط نیروی هوایی اسرائیل مورد حمله قرار گرفت.[۵][۶][۷]
- سازمان بهداشت جهانی اعلام کرد که به دلیل سطوح بالای خطر، دیگر نمی‌تواند بیمارستان‌های الشفاء و القدس را مجدداً تأمین کند.[۸]
- ارتش سوریه به سوی اسرائیل موشک شلیک کرد.[۹]
- اسرائیل اطراف بیمارستان اندونزی در بیت لاهیا را هدف حمله قرار داد.[۱۰]

### ۳۱ اکتبر
- حوثی‌ها تعدادی موشک بالستیک و پهپاد به سوی اسرائیل پرتاب کردند و هشدار دادند که حملات بیشتری در راه است. ارتش اسرائیل اعلام کرد که تعدادی پهپاد را با استفاده از سامانه دفاع هوایی پیکان برای اولین بار بر فراز دریای سرخ سرنگون کرده است.[۱۱][۱۲]
- تیپ‌های القدس و گردان‌های شهدای الاقصی اولین حمله مشترک خود به ارتش اسرائیل در کرانه باختری را از ۱۹ اکتبر تاکنون انجام دادند.[۱۳]
- تیپ‌های ابوعلی مصطفی خمپاره‌هایی به سوی جنوب اسرائیل شلیک کردند.[۱۳]

## نوامبر ۲۰۲۳

### ۲۳ نوامبر
- آزادسازی گروگان‌ها به دلیل «مسائل اداری» به تعویق افتاد.[۱۴]
- وزارت بهداشت غزه، پس از بازداشت مدیر و سایر کارکنان بیمارستان الشفاء توسط نیروهای اسرائیلی، عملیات تخلیه بیمارستان الشفاء (و هماهنگی با سازمان بهداشت جهانی) را متوقف کرد.[۱۵]
- وزارت بهداشت غزه اعلام کرد که در حمله هوایی به مدرسه ابوحسین در اردوگاه پناهجویان جبالیا، ۲۷ نفر کشته شدند.[۱۶]
- ارتش اسرائیل و شین بت ادعا کردند که دو شورشی، از جمله فرمانده نیروی دریایی حماس، را با استفاده از جنگنده‌ها کشته‌اند.[۱۷]
- چهار بیمار در حین انتقال از شمال غزه به بیمارستان دوستی ترکیه-فلسطین درگذشتند.[۱۸]
- صلیب سرخ گزارش داد که کارکنان آن هنگام ارائه کمک‌های انسان‌دوستانه هدف تیراندازی قرار گرفتند.[۱۹]
- وزارت بهداشت غزه اعلام کرد که پس از بازداشت پزشکان فلسطینی توسط اسرائیل، همکاری خود با سازمان بهداشت جهانی در خصوص تخلیه بیماران را متوقف می‌کند.[۲۰]
- رئیس کمیته امداد اضطراری پزشکی اعلام کرد که بیماران و کارکنان بیمارستان اندونزی به بیمارستان اروپایی در خان یونس منتقل شدند.[۲۱]